# Lidia Grychtołówna
Lidia Grychtołówna (* 18. Juli 1928 in Rybnik) ist eine polnische Pianistin.

## Leben
Im Alter von fünf Jahren trat sie erstmals in einem öffentlichen Konzert in ihrer Heimatstadt Rybnik (Oberschlesien) auf. An der Musikhochschule Kattowitz erreichte sie ihren Abschluss als Pianistin mit höchster Auszeichnung. Ihr Professor war unter anderem auch Zbigniew Drzewiecki. Ihr Talent erweckte die Aufmerksamkeit des großen Pianisten Arturo Benedetti Michelangeli, der sie sofort und nicht nur einmal zu seinen Meisterkursen nach Bozen eingeladen hat.
Lidia Grychtołówna wurde Preisträgerin von vier internationalen Wettbewerben für Pianisten: dem V. Chopin-Wettbewerb in Warschau (1955), dem Robert-Schumann-Wettbewerb in Berlin (1956), dem Busoni-Wettbewerb in Bozen (1958) und dem Wettbewerb in Rio de Janeiro (1959).
Für ihr Talent erhielt sie die „Goldene Medaille“ der Stadt Mailand. Ihre Auftritte führten sie an das Antike Theater in Taormina und das Herodus Atticus Odeon am Fuße der Akropolis, in den unterirdischen Palast Diokletians in Split, in den Hof des Rektor-Palastes in Dubrovnik und in das Palais des nations in Genf, in die Hallen des berühmten Dresdner Zwingers und in Chopins Geburtshaus in Zelazowa Wola. Sie spielte in Rio de Janeiro, wo das Quecksilber auf +40 °C hochkletterte als auch in Nowosibirsk bei −40 °C, in 3000 m Höhe in Quito in Ecuador sowie in den Niederlanden in Amsterdam. Sie spielte im fernen Osten im Kanton Schanghai, Tokio, Osaka, als auch am Polarkreis in finnischen Gefilden. Aber wer bevorzugte, sie in etwas wärmeren Gegenden zu erleben, konnte dies in Wien, London, Oslo, Bergen, Moskau, St. Petersburg, Prag, Berlin, Bukarest, Budapest, Belgrad, Zagreb, Sofia oder Santiago de Chile, Caracas, Havanna, Rom, Palermo, Bogota und natürlich auch in allen Städten ihrer Heimat Polen. Konzerttourneen führten sie dreimal durch viele Städte in den Vereinigten Staaten, Lateinamerikas, Thailands und auch Australiens. Sie war die erste Pianistin, die in England und Belgien das Klavierkonzert No. 4 für die linke Hand von Sergei Prokofjew aufgeführt hatte. In Deutschland machte sie bei Philipps eine Schallplattenaufnahme von dem in Vergessenheit geratenen Klavierkonzert des damals 14-jährigen Beethoven. Seit 1980 ist Lidia Grychtołówna ständig als Jurymitglied in internationalen Chopinwettbewerben dabei: in Warschau (auch beim vorletzten im Oktober 2005), Göttingen, Darmstadt und Miami. Im Jahre 2002 war sie auch als Jurymitglied beim internationalen Klavierwettbewerb in Monza/Milano sowie 2003 auch beim Asiatischen Klavierwettbewerb in Japan/Tokio. Seit 1986 hat sie eine ständige Professur für Klavier an der Johannes Gutenberg-Universität Mainz. Sie leitet auch oft Meisterklassen für Klavier in Japan (Tokio), China (Peking) und den USA (New York und Texas), wo sie auch 2002, 2003 und 2005 eine Reihe von Konzerten gespielt hat.
In der Pariser Kritikerfachzeitschrift „Diapason“ (Nr. 152/1970) bewertete ein Kritiker ihre Schallplattenaufnahme bei der Polskie Nagrania mit der DG mit allen Impromptus und Scherzos von Chopin folgendermaßen:
„Die Aufnahme ist hervorragend und beispielhaft. Bewundernswert ist bei Lidia Grychtołówna ihre Vitalität und Persönlichkeit, wie von Martha Argerich. Sie erreicht mit ihren Möglichkeiten alle Nuancen und Farben. Man weiß nicht, was mehr bewundernswert ist, ihr kraftvoller Anschlag, ihr Stacatto a la Horowitz, ihr Gefühl zur Lyrik oder ihre wunderbare Phrasierung. Ihre hervorragende Technik beweist, wie sie in der Lage ist, zwei Viertelnoten mit einer Triole hervorzuheben (im Thema des 2. Scherzos), dort wo viele andere Pianisten fünf Noten im gleichen Rhythmus spielen.“
Im Jahre 2005 wurde Lidia Grychtołówna eine der höchsten polnischen Auszeichnungen verliehen das Verdienstkreuz Commandoria.